# Stotzbach
Der Stotzbach ist ein Bach in der Gemeinde Kals am Großglockner (Bezirk Lienz). Der Bach entspringt als Abfluss des Schwarzsees  (Granatspitzgruppe) und mündet nördlich des Kalser Tauernhauses in den Kalserbach. Der Flurname „Stotz“ (Stotzboden bzw. Stotzbach) leitet sich von mundartlich Wort für ein niederes, rundes Holzgefäß ab und spielt auf die Geländeform an.

## Verlauf
Der Stotzbach entspringt am Schwarzsee südöstlich der Aderspitze im Talschluss zwischen Innerem Knappenkopf, Aderscharte und Aderspitze. Er speist sich zudem aus Quellbächen, die an den Abhängen zwischen Knappenkopf und Aderspitze entspringen und fließt zunächst nach Süden. In der Folge nimmt er weitere Quellbäche auf, wobei linksseitig ein Bach einmündet, der zwei kleine Bergseen unterhalb des Spinewitrol entwässert. Rechtsseitig nimmt er Quellbäche von den Ostflanken des Äußeren Knappenkopf und des Luckenkogels (Luckenkees) auf. Unterhalb der Hinteren Ochsenalm beginnt der Stotzbach einen Kurve nach Osten zu vollziehen und nimmt rechtsseitig den Loamesbach auf, der im Bereich von Großem Muntanitz und Loameswand entspringt. Der Stotzbach stürzt im Unterlauf steil ins Dorfertal ab, überwindet einen Wasserfall und nimmt kurz vor der Mündung rechtsseitig einen weiteren Zubringer auf, der ebenfalls im Bereich der Loameswand entspringt. Nördlich des Kalser Tauernhauses mündet der Stotzbach linksseitig in den hier als Seebach bezeichneten Oberlauf des Kalserbachs.